# Chamaeleon (plant)
Chamaeleon is een geslacht uit de composietenfamilie (Asteraceae). De soorten uit het geslacht komen voor van het Middellandse Zeegebied tot in Pakistan.

## Soorten
- Chamaeleon comosus (Spreng.) Greuter
- Chamaeleon cuneatus (Boiss.) Dittrich
- Chamaeleon gummifer (L.) Cass.
- Chamaeleon macrocephalus (Moris) Sch.Bip.
- Chamaeleon macrophyllus (Desf.) D.P.Petit